# Iglesia de Santiago (Dieppe)
La iglesia [de] Santiago de Dieppe (en francés: église Saint-Jacques de Dieppe) es una iglesia medieval de Francia ubicada en Dieppe, departamento de Sena Marítimo,  dedicada a Santiago el Zebedeo.
El edificio ha sido objeto de una clasificación como monumento histórico de Francia por la lista de 1840.

## Historia

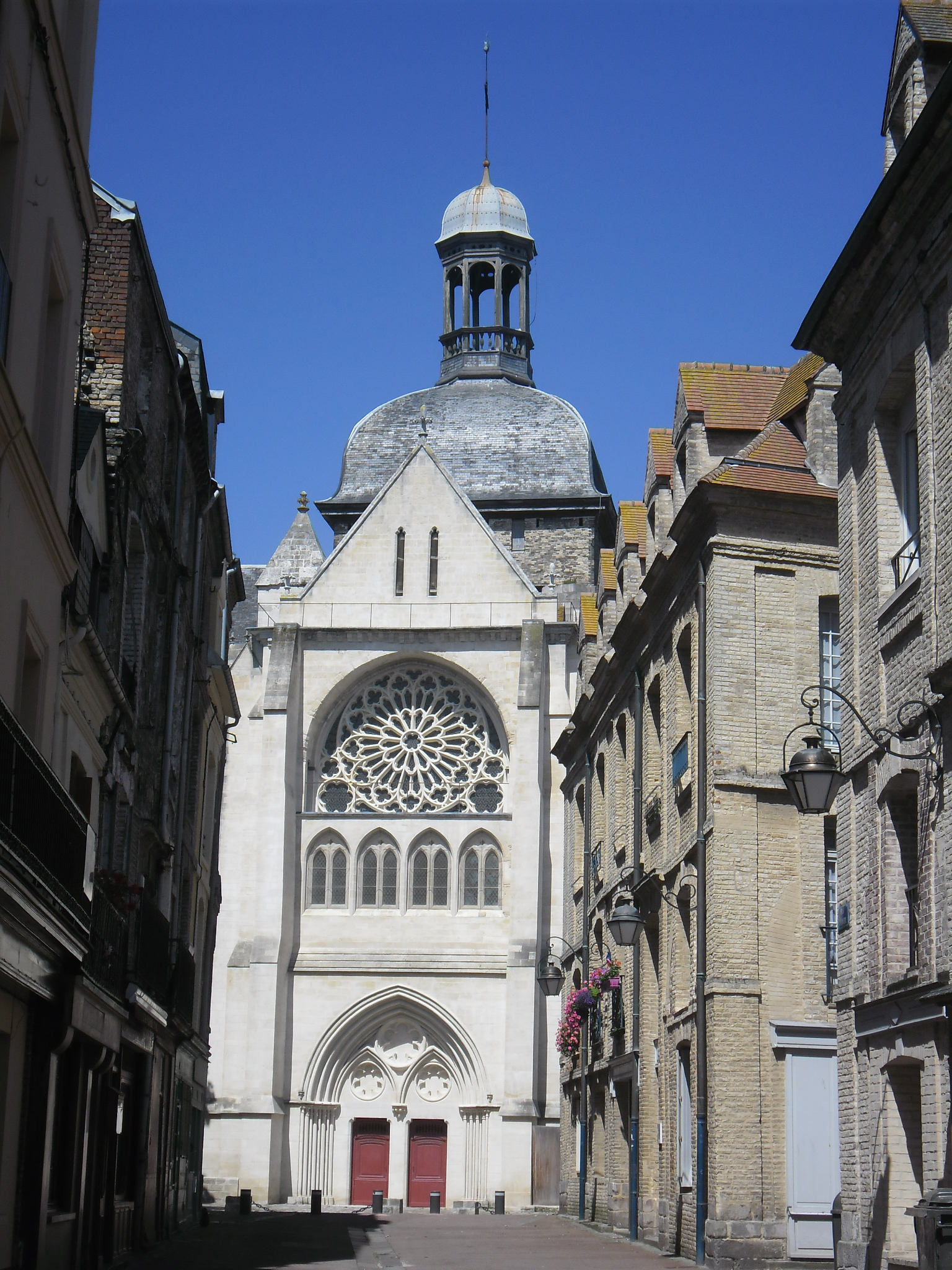
Iglesia de Santiago de Dieppe, fachada este sobre la calle Pecquet

La iglesia (siglos XII a XVI) se compone de los estilos gótico flamígero y renacentista: comenzada en el siglo XII, la iglesia de Santiago fue establecida como parroquia en 1282 por Guillaume de Flavacourt arzobispo de Ruan. Los transeptos norte y sur se remontan a la segunda mitad del siglo XII. El coro, la nave central y las naves laterales datan del siglo XIII, excepto las bóvedas y el triforio de la nave, que datan del siglo XIV. Fue también en el siglo XIV cuando se construyó el gran portal. En el siglo XV se erigen la torre y las capillas situadas a cada lado de la gran nave del coro, salvo dos de ellas que eran parte del proyecto original de la iglesia.
En el interior, la capilla del Tesoro está decorada con un friso llamado «des sauvages», que revela las diversas naciones descubiertas por los navegantes y marinos de Dieppe. A petición de Jehan Ango, patrono de la iglesia en el siglo XIV, el artista ha representado diversas escenas de la vida de los indígenas: un cortejo de fiestas y danzas, de episodios guerreros, que muchos arqueólogos y estudiosos han acudido para observar. Victor Hugo también llegó a ver estos verdaderos encajes de piedra, el 8 de septiembre de 1837.

## Galería de imágenes

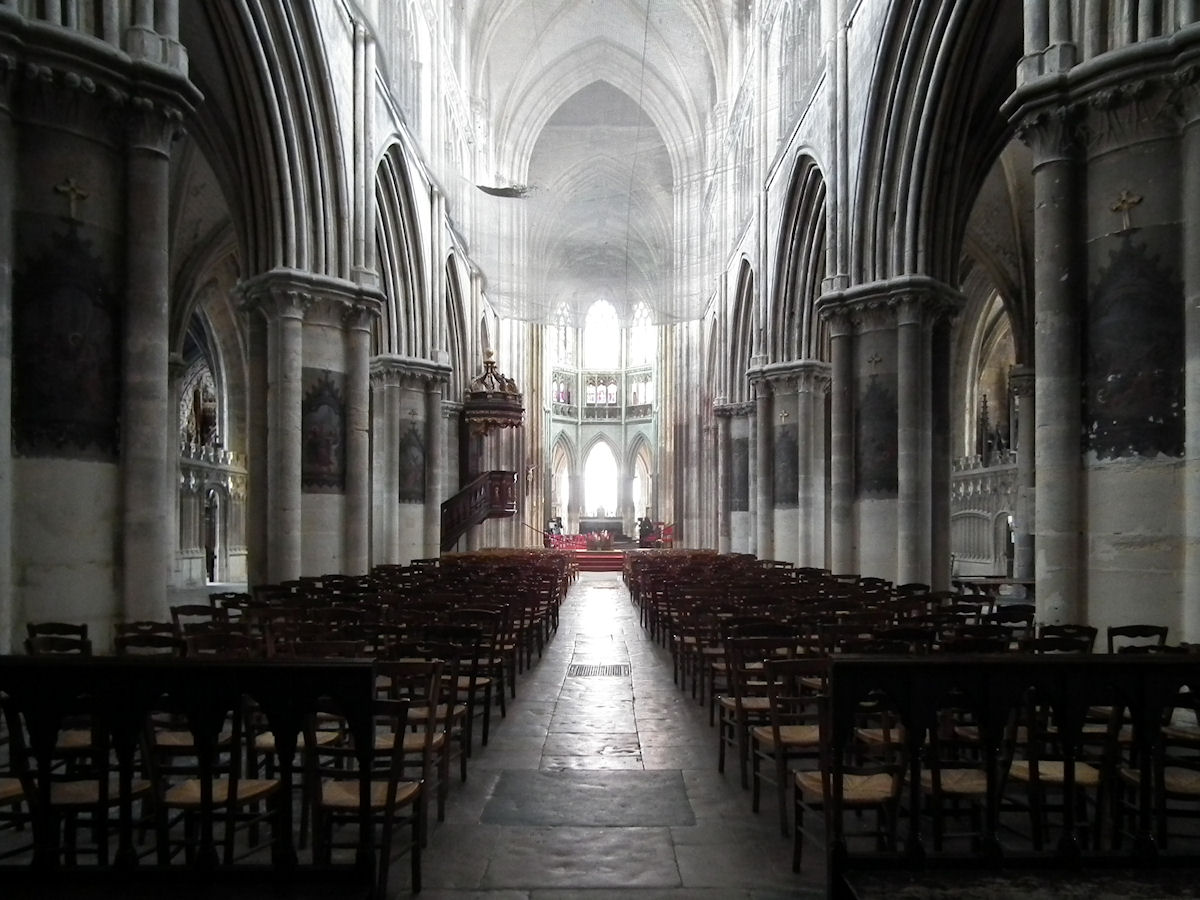
Vista de la nave
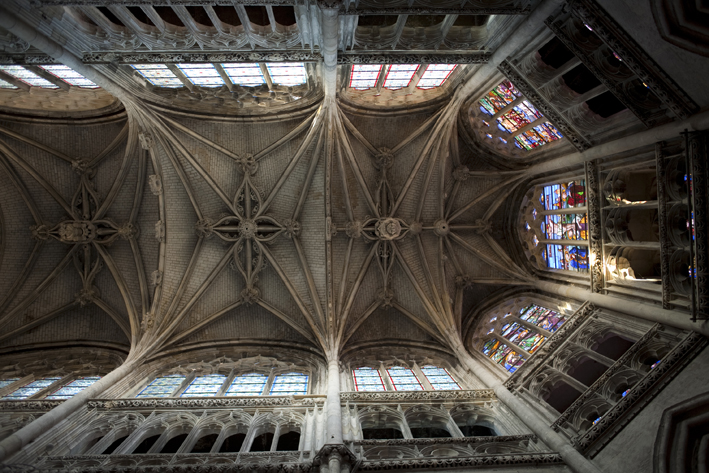
Detalle de las bóvedas
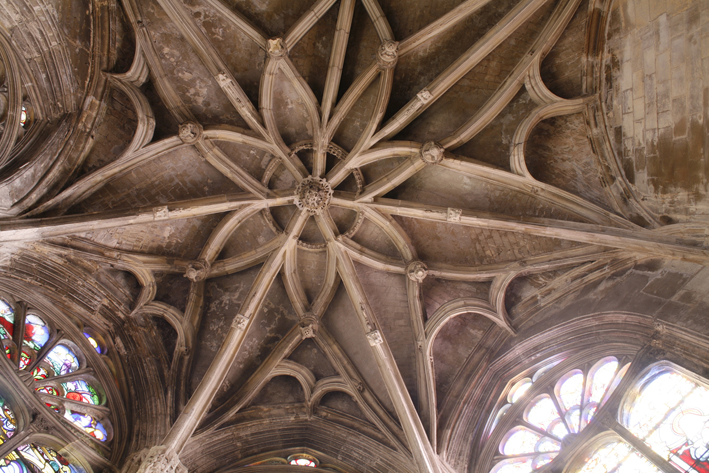
Detalle de las bóveda

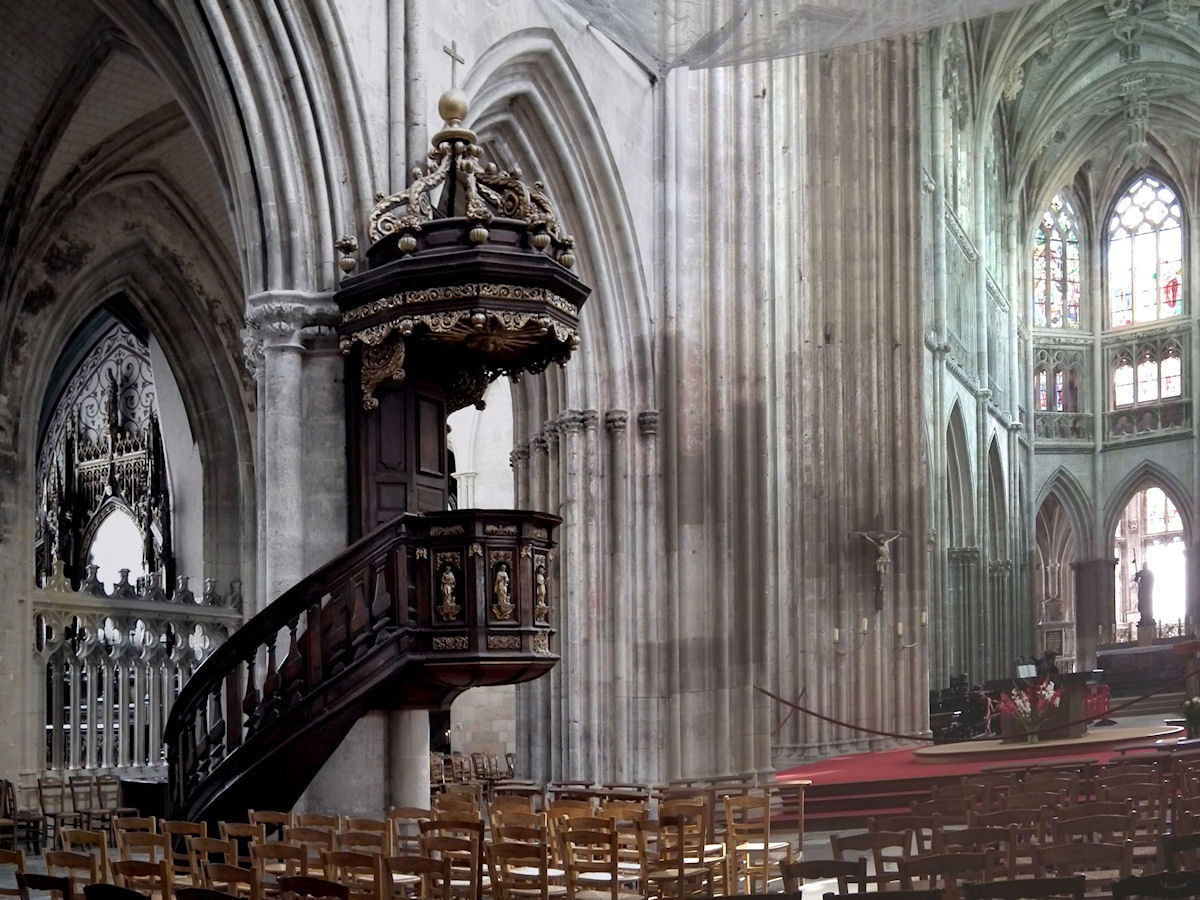
Detalle del púlpito
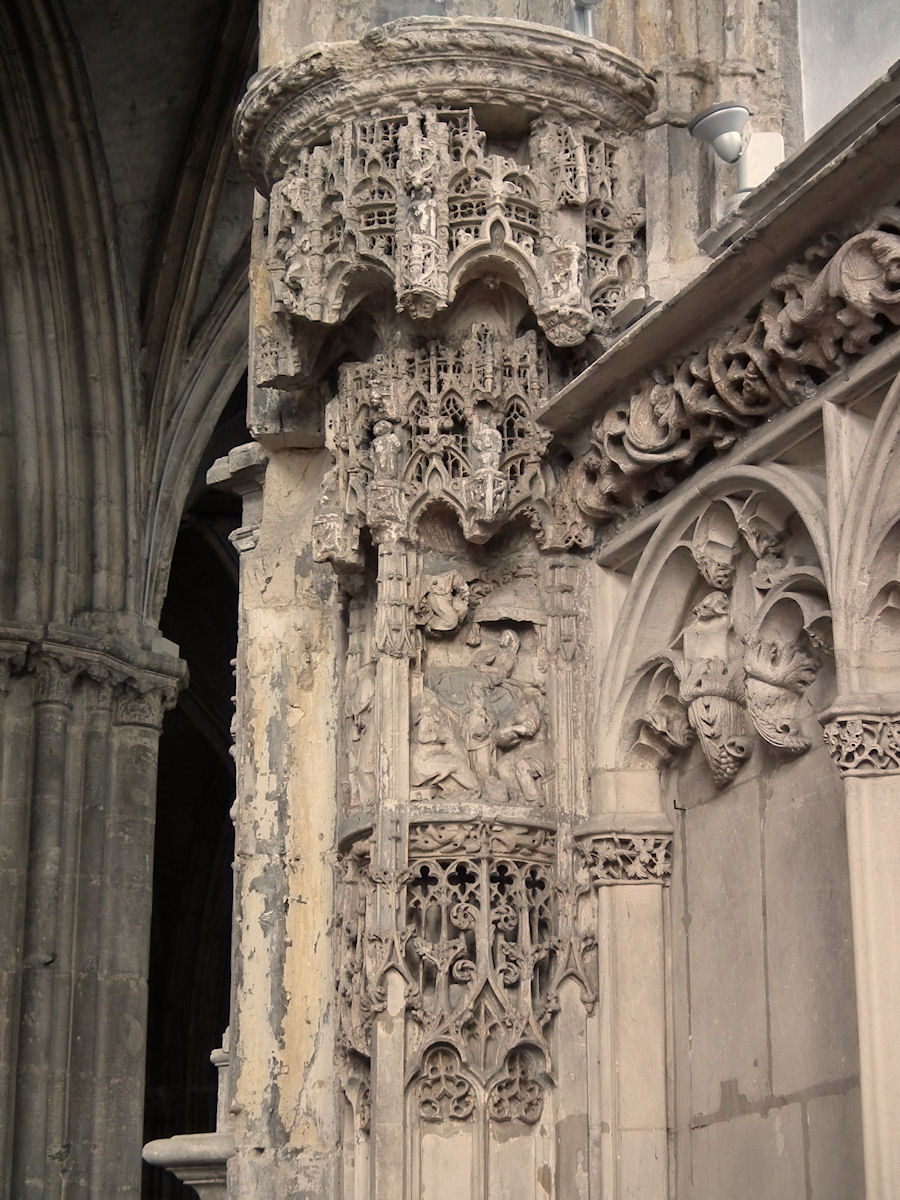
Detalle de piedra tallada